# 21608 Gloyna
21608 Gloyna è un asteroide della fascia principale. Scoperto nel 1999, presenta un'orbita caratterizzata da un semiasse maggiore pari a 2,3672676 UA e da un'eccentricità di 0,1511477, inclinata di 5,64472° rispetto all'eclittica.